# Association pour la récupération de la mémoire historique

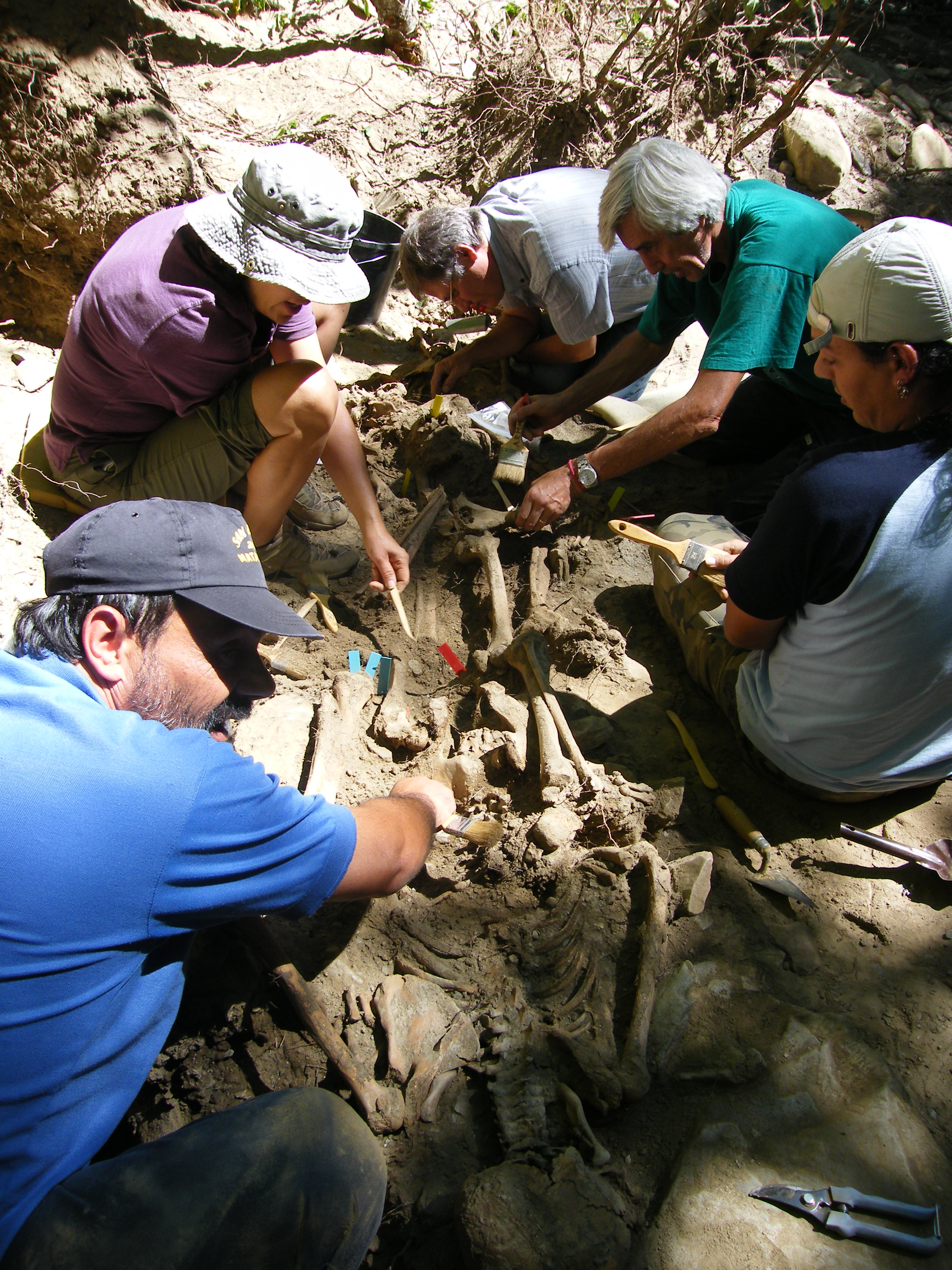
Fouille d'une fosse commune par ARMH

L'Association pour la récupération de la mémoire historique (Asociación para la Recuperación de la Memoria Histórica  ou ARMH en espagnol) est une organisation espagnole qui recueille des témoignages oraux et écrits sur les victimes du régime de Francisco Franco, et effectue des fouilles archéologiques pour identifier leurs corps, qui étaient souvent jetés dans des fosses communes.[réf. incomplète]
Emilio Silva et Santiago Macias ont fondé l'ARMH en décembre 2000. C'est un groupe d'environ 50 archéologues, anthropologues et médecins légistes espagnols. Le groupe tente d'identifier les lieux d'exécution à travers des dossiers et des interviews des habitants. Parfois, ils reçoivent également des informations anonymes sur les fosses communes à fouiller.
Pour chaque fouille, l'ARMH rassemble un  groupe de volontaires à l'endroit où se trouverait une fosse commune. Ils essaient d'exhumer les corps et d'identifier les restes des victimes avec des tests d'ADN et d'autres méthodes de police scientifique. En septembre 2006, ARMH avait mené 40 fouilles et a trouvé les restes de 520 victimes. En octobre 2009, le groupe avait déjà identifié les restes de 1 700 victimes.
L'une de ces fosses communes à l'extérieur de Burgos a fait l'objet d'un documentaire intitulé Dark is the Room Where We Sleep ("Sombre est la chambre où nous dormons")  au Centre international de la photographie à New York.
Le gouvernement espagnol actuel refuse d'ouvrir les archives historiques qui permettraient à des experts et des historiens de jeter la lumière sur le sort des victimes du régime franquiste.